# Denaby Main
Denaby Main – wieś w Anglii, w hrabstwie ceremonialnym South Yorkshire, w dystrykcie metropolitalnym Doncaster. Leży 19 km na północny wschód od miasta Sheffield i 233 km na północ od Londynu.